# پیتر دیکو
پیتر دیکو (رومانیایی: Petre Dicu؛ زادهٔ ۲۷ مه ۱۹۵۴) کشتی‌گیر اهل رومانی بود.
وی در مسابقات کشوری و بین‌المللی در مجموع برندهٔ ۱ مدال نقره، ۳ مدال برنز شده‌است.